# Armement Bordes

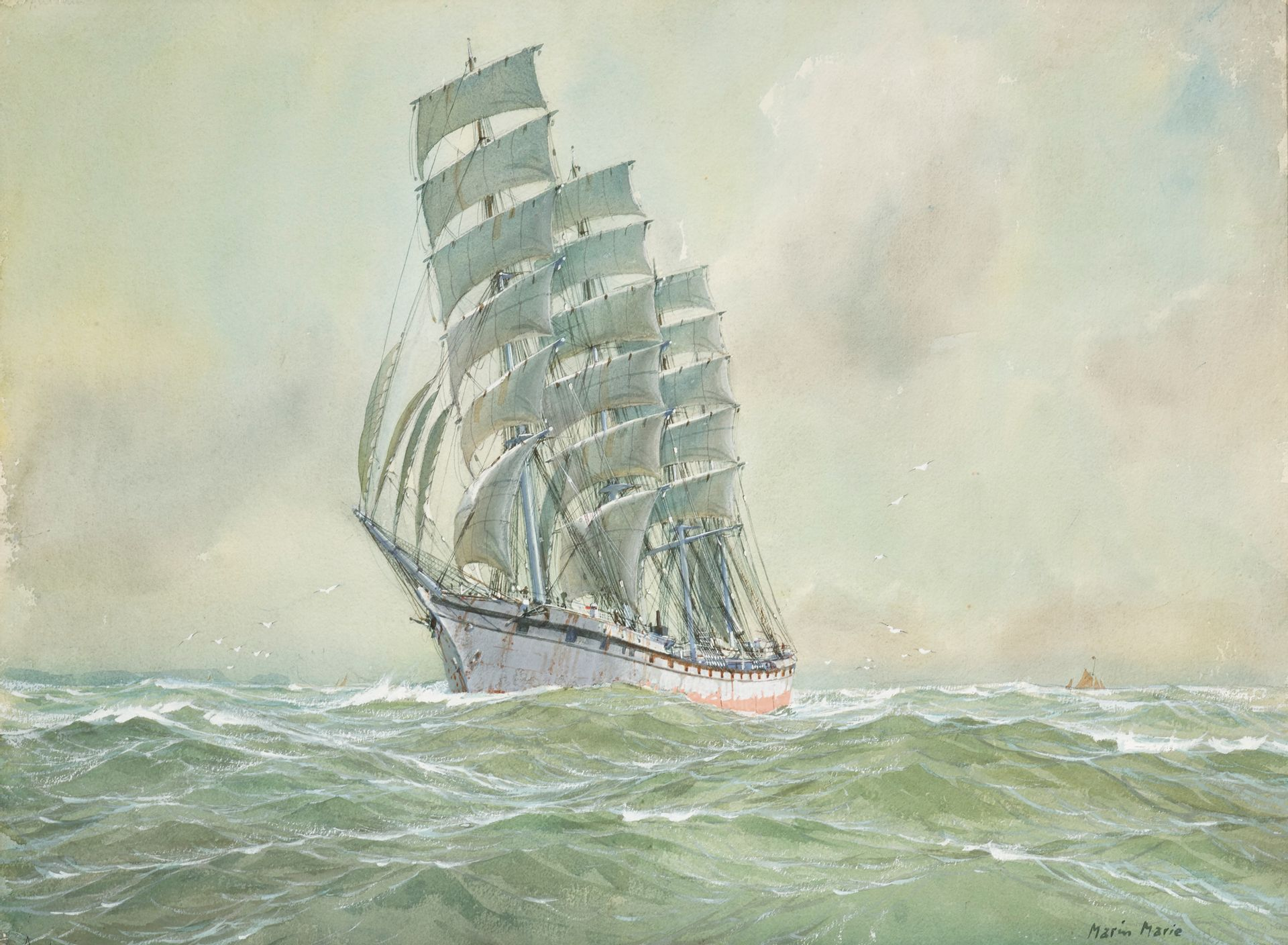
Le quatre-mâts Antonin par Marin-Marie.

Pour les articles homonymes, voir Bordes.
L'armement Bordes (armement A.-D. Bordes ou Bordes et fils) fut une compagnie maritime française, de 1847 à 1939, principalement bordelaise et dunkerquoise qui se retrouva au premier rang mondial du transport maritime à voile dans le premier quart du XXe siècle,.

## Histoire

### Les débuts
Antoine-Dominique Bordes est issu d'une famille d'ancienne bourgeoisie d'Armagnac. Il rejoint son frère aîné, armateur de baleinières, à Bordeaux et en part à l'âge de 18 ans sur le Scythe vers l'Amérique latine. Après 176 jours de traversée par le Cap Horn, il arrive à  Valparaíso (Chili) et commence à travailler comme agent maritime et à se créer un entourage commercial efficace. En 1837 il fonde une maison de consignation puis s'associe au capitaine Ange-Casimir Le Quellec, de trente-cinq ans son aîné, pour créer une société de  négoce portuaire entre Bordeaux et Valparaíso, qui se transforme dix ans plus tard en société d'armement maritime dont le siège est à Bordeaux,. Cela représente 170 jours de mer à l'époque. La nouvelle compagnie dispose alors de dix navires : un voilier en fer Blanche et Louise de 800 tonnes et neuf bâtiments en bois.
Les voiliers servent au transport mais aussi la compagnie est aussi une société d'import-export qui peut affréter d'autres voiliers. Ils transportent cuivres du Chili vers l'Angleterre, nitrates du Chili (salpêtre utilisé pour la fabrication de poudre à canon), vers tous les ports d'Europe, guano, métaux précieux, et en sens inverse, de l'Angleterre vers le Chili, charbon d'Angleterre.
Le capitaine Le Quellec, après avoir fait rentrer deux de ses fils dans l'entreprise : Casimir et Louis, meurt en 1860. Après sa mort, l'affaire continue de tourner sous la co-direction d'Antoine-Dominique Bordes et de Casimir Le Quellec. En 1868, la société est dissoute et chacun reprend ses propres navires, plus ou moins en concurrence. La compagnie de navigation Bordes est créée. Jusqu'à la mort du fondateur, la compagnie s'établit boulevard Malesherbes à Paris et organise son trafic à partir des ports de Bordeaux, Nantes, Dunkerque, le Havre. L'agence de Bordeaux, que dirige après 1870 son neveu Henri Bordes avant de devenir directeur à Paris, déménage en 1873 au 10, quai des Chartrons.
La compagnie augmente considérablement sa flotte et étend ses activités. Quatorze clippers trois-mâts en fer sont commandés dès 1869 aux chantiers écossais de la Clyde (des trois-mâts barques et trois-mâts carrés de 1 200 tonnes), ce qui porte la flotte à 24 unités. En 1898, la compagnie se classe déjà comme la septième flotte française avec 37 navires pour 79 MTx. À partir des années 1870, les navires de la compagnie transportent également du nitrate chilien vers Liverpool et Glasgow.

### L'apogée

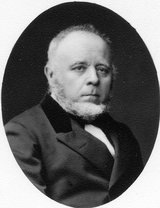
Antoine-Dominique Bordes (1815-1883).

La compagnie Bordes profite en 1880 d'une crise grave du fret maritime pour racheter onze voiliers aux armements en difficulté si bien qu'à la mort du fondateur, en 1883, la flotte comporte 41 unités. Au décès d'Antoine-Dominique Bordes, ses fils Adolphe, Antonin et Alexandre Bordes continuent la société. Poursuivant la politique expansionniste du fondateur, les frères Bordes commandent de nouveaux quatre-mâts, plus performants et plus rentables que leurs aînés les trois-mâts. Quatre de ces grands clippers sont construits en Angleterre en 1888 et un cinq-mâts, le premier battant pavillon français, est lancé deux ans plus tard, le 2 septembre 1890, sous le nom de France. Ce navire de 133 mètres de long pouvait emporter 6 000 tonnes de marchandises. À l’époque, il fut considéré comme le plus grand au monde. Il n'effectua cependant que quatorze voyages, dont la moitié au départ de Dunkerque, sombrant en 1901 au large des côtes de l'Argentine. Néanmoins, en 1905, l'armement Bordes était placé premier mondial des compagnies à voile avec 33 voiliers. Puis la flotte augmente encore et passe à trente-cinq grands voiliers cap-horniers, dont 17 trois-mâts. La majorité étaient armés au salpêtre. Ils allaient au Chili, important du charbon qu'ils chargeaient sur les côtes anglaises, puis revenaient en Europe avec le nitrate. La flotte continue de grandir.
Les navires de la compagnie Bordes avaient adopté une livrée distinctive permettant d'identifier du premier coup d'œil leur armateur :
Leur coque blanche est peinte à batterie, c'est-à-dire que des faux sabords sont figurés sur la coque à la peinture noire , surmontés par une large bande noire et soulignés par un liston plus fin, noir également, qui court en dessous. Cette peinture à batterie était également de rigueur sur les voiliers du grand armateur havrais Prentout & Leblond (spécialisé dans le transport du nickel de Nouvelle Calédonie)  mais sur les navires havrais la coque était bicolore, grise et blanche, et le liston inférieur noir n'existait pas, ce qui permet aisément de distinguer les navires des deux compagnies, comme on peut s'en convaincre en comparant les photos du cinq-mâts France I (armement Bordes, lancé en 1890 et coulé par un coup de Pampero au large de l'Argentine en 1901) et du 5 mâts France II (d'armement Prentout  & Leblond, lancé en 1911, équipé de deux moteurs diesel auxiliaires et perdu par échouage sur un récif de Nouvelle-Calédonie en 1922).

### Le déclin après la Première Guerre mondiale
Quand commence la Première Guerre mondiale, l'armement Bordes est constitué de 46 navires, 60 capitaines, 170 officiers et 1 400 matelots et maîtres. Il était le spécialiste du transport de nitrate entre le Chili et la France. La compagnie importait d'ailleurs la moitié du nitrate européen. Pendant le conflit, ses navires effectuèrent ainsi cent vingt-deux voyages pour approvisionner les ports français, ce qui fut primordial pour l'effort de guerre. En effet, le nitrate était, à cette époque, un constituant des poudres pour les explosifs. Ces rotations auront donc une importance capitale pour le sort des armes. À noter que la compagnie avait été réquisitionnée par l'État début 1917, ce qui avait occasionné un changement de nom, l'armement Bordes devenant la Compagnie d'armement et d'importation des nitrates de soude.
Cependant, les grands navires à voiles, lents et peu manœuvrables, seront des cibles faciles pour les sous-marins et navires corsaires allemands. Bien que les voiliers furent écartés du trafic européen à partir de l'été 1917, 23 navires seront coulés durant le conflit.
Après la guerre, l'augmentation des frais généraux due à l'enchérissement des assurances, des salaires et du travail sonne partout le glas du transport maritime à voile supplanté par la marine à vapeur. La compagnie Bordes finit par abandonner ce type de transport en 1925 et son activité périclite. La société, qui avait cessé toute activité depuis 1935, tient son dernier conseil d'administration le 29 juin 1939.

## L'épopée des voiliers Bordes
À son apogée, l'armement Bordes envoyait ses clippers sillonner les routes maritimes entre le Chili et l'Europe avec les meilleurs équipages. En dehors du facteur éolien, ces traversées étaient fonction de la science maritime et de la ténacité et de l'énergie des capitaines et des équipages. Au commandement des meilleurs voiliers, ils établirent à maintes reprises de véritables records pour l'époque  :
- 67 jours de Port Talbot (Pays de Galles) à Iquique (Chili) avec l'Atlantique.
- 69 jours de Nantes à Taltal (Chili) avec le Caroline.
- 66 jours de Portland (Angleterre) à Iquique avec le Loire (quatre-mâts barque en acier construit par les Ateliers et chantiers de la Loire à Nantes en 1897, démoli en 1924).
- 66 jours de North Shields (Angleterre) à Valparaíso avec le Madeleine.
- 68 jours de Bishop Rock à Valparaíso avec le Dunkerque[16].
- 69 jours d'Iquique au Cap Lizard (Angleterre) avec le Madeleine.
- 97 jours du Havre à la Nouvelle-Calédonie (idem pour le retour) avec le Seine.
- 70 jours de Douvres à Valparaíso avec le A.-D. Bordes.
- 56 jours de l'île de Wight à Iquique avec le Valentine en 1903.

Au total, L'armement Bordes compta bien d'autres voiliers puisque de 1848 à 1925, la compagnie Lequellec-Bordes a employé 127 navires :

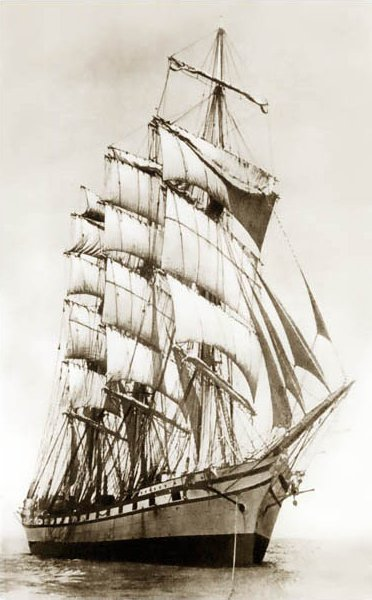
Quatre-mâts barque Persévérance (1896-1917).

- le Cambronne construit pour le compte des Voiliers Nantais et vendu après 12 ans de navigation à l'armement Bordes qui l'utilisa entre l'Europe et le Chili. Il sera torpillé au large d'Ouessant en rentrant de Rio de Janeiro. Le Cambronne jouait d'ailleurs de malchance lors de cette traversée, il avait précédemment été arraisonné par le voilier corsaire Seeadler commandé par Felix von Luckner. Toutefois, Luckner ne coula pas le Cambronne : Son navire était encombré de prisonniers de plusieurs grands voiliers précédemment coulés par son action. Connu pour agir avec un certain esprit chevaleresque, Luckner fit transférer les prisonniers à bord du Cambronne dont les mâts et les voies hautes (cacatois et perroquets) avaient été démontés pour ralentir sa marche et éviter d'être ainsi trop facilement repéré (le Cambronne  aurait pu , à défaut de TSF propre, donner la vitesse et le cap du Seeadler à un navire de rencontre équipé) et après avoir pillé le navire en laissant le strict minimum de vivres, le laissa repartir pour Rio de Janeiro où normalement les voiliers Bordes ne faisaient pas escale, et où les capitaines et équipages, prisonniers sur parole (qui avaient signé un engagement de ne pas reprendre du service contre le Kaiser furent débarqués)
- le Wulfran-Puget, la Valentine, l’Antoinette, le trois-mâts barque Jeanne d'Arc (ex-Belen), le quatre-mâts Marthe, le Sainte-Anne, l’Abeille no 10 et parmi les plus beaux, l'Antonin, le Jacqueline, le Persévérance (quatre-mâts barque voilier à prime), le fabuleux France (précité) et bien d'autres.
Aucun de ces voiliers ne survécut à la crise de la marine à voile et à la disparition de la maison-mère. À Dunkerque, le Valparaiso, quatre-mâts barque construit sur place en 1902, fut le dernier voilier de l'armement Bordes à disparaître en 1926, raison pour laquelle, plus d'un demi-siècle plus tard, la ville racheta puis sauva un prestigieux trois-mâts, le Duchesse Anne qui, une fois restauré et mis à quai dans le port dunkerquois comme bateau musée, est censé symboliquement rappeler l'épopée des voiliers Bordes bien qu'il n'en fit pas partie.

## Postérité des voiliers Bordes
- Une maquette de voilier, sur laquelle figure mention de l'armement nantais Bordes, sert d'ex-voto lors des pardons. Elle est conservée dans la chapelle Saint-Michel, à Plogoff.
- Une maquette du quatre-mâts Marthe de la compagnie Bordes est présentée au musée portuaire de Dunkerque pour illustrer l'importance de l'armement dunkerquois au tout début du XXe siècle.
- L'église de Plouezoc'h abrite deux maquettes de bateaux dont le trois-mâts Sainte-Anne ayant fait partie de l'armement Bordes.
- Une aquarelle d'Eugène Margueritte-Grandin représente l’Abeille no 10, un quatre-mâts barque de l’armement Bordes au mouillage.
- Le peintre Édouard Adam fut commandité par l'armement Bordes afin de dresser des portraits des navires de la compagnie : le Jacqueline, trois-mâts barque peint en 1903, ainsi que le Dunkerque ont été conservés.
- Un photogramme du quatre-mâts barque Valentine est exposé dans la salle consacrée au cap Horn du musée maritime de la citadelle de Saint-Tropez.
- De fréquentes références à cette maison et ses membres sont faites par l'écrivain de la marine Jean Raspail, notamment le capitaine Le Guen (fictif) dans le roman Hurrah Zara.

## Autres armements Bordes
Un neveu d'Antoine-Dominique, Henri Bordes (1842-1911), qui travaille depuis l'âge de seize ans pour son oncle, y acquiert le métier pour deux décennies. En 1880, il quitte sa fonction de directeur de la maison de Bordeaux qui est alors occupée par deux des fils d'Antoine-Dominique Bordes, Adolphe et Antonin. Il crée à cette époque la Compagnie bordelaise de navires à vapeur, destinée à exploiter une ligne régulière de paquebots entre Bordeaux et New-York. Elle visait à concurrencer la Compagnie Générale Transatlantique qui partait du Havre et transportait les vins bordelais. Mise en liquidation judiciaire au bout de quinze ans, elle disparut au bout de vingt-cinq ans. La correspondance conservée de Henri Bordes pour rendre compte des activités de la compagnie A.D. Bordes est une source d'information précieuse sur le commerce de la maison.
Un homonyme, Jean-Jacques Bordes (1828-1898) a également créé sous son nom une maison d'armement naval à Bordeaux, constituée pareillement d'une flotte de clippers, mais qui ne lui survécut pas.